# Carex chinensis
Espèce
Classification phylogénétique
Carex chinensis est une espèce des plantes du genre Carex et de la famille des Cyperaceae.